# 武蔵野市立第三小学校
武蔵野市立第三小学校（むさしのしりつ だいさんしょうがっこう）は、東京都武蔵野市吉祥寺南町にある公立小学校。1930年（昭和5年）設立。
本校教育理念は「松のようにたくましく 桜のようにうつくしく こぶしのように清らかに」。教育目標は「よく学び考える子ども/思いやりのある子ども/明るく元気な子ども/進んではたらく子ども」。 

## 学校データ
（2009年現在）
- 校地面積：12,233m2
- 校舎
  - 鉄筋3階建て
  - 述床面積：5,022m2
  - 普通教室数：15
- 体育館：述床面積632,5m2
- 運動場：面積7,211m2
- プール：長さ25m×12m、6コース
- 校庭施設：池、学級園、わくわく農園、ビオトーブ、など

## 沿革
- 1930年（昭和5年）9月11日 - 武蔵野町第三尋常小学校として創立。
- 1938年（昭和13年）2月1日 - 校歌制定
- 1962年（昭和37年）11月9日 - 武蔵野市立第三小学校に校名変更。
- 1968年（昭和43年）6月22日 - 体育館落成
- 1970年（昭和45年）
  - 3月11日 - 鉄筋校舎落成
  - 4月1日 - 特殊学級（こだま学級）設置（1973年に桜堤小学校（現：桜野小学校）へ転籍）
- 1983年（昭和58年） - 武蔵野市立第三小学校吹奏楽団活動開始。
- 1987年（昭和62年）8月10日 - プール・小体育館が落成。
- 2001年（平成13年）11月1日 - ビオトーブが設置。

## 吹奏楽団
本校吹奏楽団は1983年（昭和58年）に誕生し、以後20年以上にわたり活動している。メンバーは4年生から6年生までの70人前後で構成されている。こども音楽コンクールなど各種大会の出場経験も豊富で、受賞歴も多い。また、校内や武蔵野市内の各種イベントにも出演している。

## 主な卒業生
- 樫山文枝

## 交通アクセス
- JR中央本線・京王井の頭線 吉祥寺駅下車、徒歩15分[1]

## ドラマロケ地
- 熱中時代 - 日本テレビ系列で放送されたテレビドラマ（水谷豊主演）。ドラマのロケに本校の一部が使用された。
- うちの子にかぎって… - TBS系列で放送されたテレビドラマ。パート1の際に中央本線北側の本宿小学校をメインに本校で数カットが、パート2の際には全話に渡り本校の一部が撮影に使用された。
- オヨビでない奴!- TBS系列で放送されたテレビドラマ。ドラマのロケに本校の一部が使用された。